# Château Camensac
Koordinaten: 45° 8′ 46,9″ N, 0° 47′ 10″ W
Das Château Camensac ist ein bekanntes Weingut von Bordeaux. Seit der Klassifikation von 1855 ist das Weingut als Cinquieme Grand Cru Classé eingestuft, die fünfte Stufe der Klassifikation.

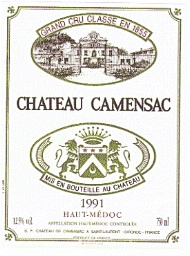
Flaschenetikett von Château Camensac

Das Gut liegt in Saint-Laurent-Médoc an der Grenze zu Saint-Julien-Beychevelle in der Appellation Haut-Médoc, es ist mit ca. 75 Hektar ein großes Gut. 60 % der Fläche ist mit der Rebsorte Cabernet Sauvignon, 40 % mit Merlot bestockt. Das mittlere Alter der Rebstöcke liegt bei 35 Jahren. Die Pflanzdichte liegt bei hohen 10.000 Rebstöcken / Hektar und der mittlere Ertrag liegt bei 40 – 45 Hektoliter/Hektar. Das Gut erzeugt in mittleren Jahren ca. 360.000 Flaschen Wein, von denen ca. zwei Drittel als Grand Vin verkauft werden.
Die alkoholische Gärung dauert je nach Jahrgang 15–21 Tage. Danach verbringt der Rotwein 16 bis 24 Monate im Barrique. Die Barriques werden jährlich zu 35 bis 75 % ausgetauscht; der Prozentsatz wird abhängig vom Jahrgang festgelegt.
Der Zweitwein des Gutes heißt La Closerie de Camensac.
Bis zum Jahr 2007 arbeitete der bekannte Önologe Michel Rolland beratend für das Weingut.

## Geschichte
Über die Geschichte des Guts ist recht wenig bekannt. Anfangs gehörte das Gut der englischstämmigen Familie Popp. Dieser Familie gehörte das Gut auch noch im Jahr 1855, als anlässlich der Weltausstellung in Paris die Klassifikation der Bordeaux-Weingüter offiziell vorgestellt wurde.
Bis zum Jahr 1913 gehörte Château Camensac der Familie Tournade, sie verkaufte es jedoch in jenem Jahr an den Weinhändler Paul Cuvelier. Cuvelier übernahm nur sieben Jahre später das bekannte Weingut Château Léoville-Poyferré. Insgesamt war die Ära Cuvelier auf Camensac nicht sehr erfolgreich.
Im Jahr 1964 übernahmen die Brüder Enrique und Elysée Forner das heruntergewirtschaftete Gut. Die spanischstämmige Familie Forner musste ihr Heimatland während des Spanischen Bürgerkriegs verlassen und konnte auch während der Ära Franco nicht in das Land zurückkehren. Nachdem die Forners in Bordeaux einen florierenden Weinhandel aufgebaut hatten, konnten sie kaum zehn Jahre später durch den Verkauf ihres Handels das Château erwerben.
Neben einer kompletten Renovierung der Gebäude wurden auch die Weinberge neu angelegt. Die Brüder griffen von Anfang an auf die Dienste von Émile Peynaud zurück. Im Jahr 1968 erwog Enrique eine Rückkehr nach Spanien und baute dort ab 1970 mit Hilfe von Peynaud mit der Marke Marqués de Cacerès eine international erfolgreiche Genossenschaftskellerei auf. Sein Bruder Elysée blieb jedoch in Frankreich. 76-jährig verkaufte er im Jahr 2005 das Anwesen an die von Jacques Merlaut geleitete Taillan-Gruppe. Merlaut hatte bereits viele Jahre vorher einen Anteil von 25 % an der Betreibergesellschaft des Châteaus erworben und unterstützte die Qualitätsbemühungen der Forners.
Heute besitzt Jean Merlaut, der Sohn von Jacques, 50 % der Anteile. Die restlichen 50 % gingen an Jacques’ Nichte Céline Villars-Foubet. Céline leitet zusammen mit ihrem Mann Jean-Pierre Foubet den Betrieb auf Château Camensac und auch auf Château Chasse-Spleen.